# 서지원 (스키 선수)
서지원(徐志園, 1994년 2월 27일~)은 대한민국의 프리스타일 스키 선수로 주 종목은 모굴이다.  2014년 동계 올림픽과 2018년 동계 올림픽에 참가하였으며, 2015년 동계 유니버시아드에서 모굴 종목 동메달을 획득하였다.